# Catedral de Worcester

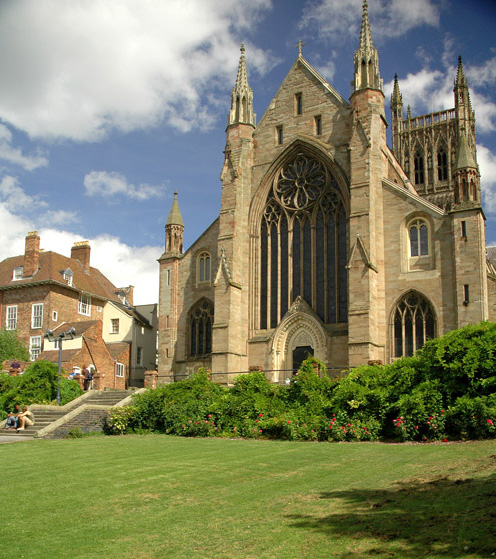
Vista da Catedral de Worcester

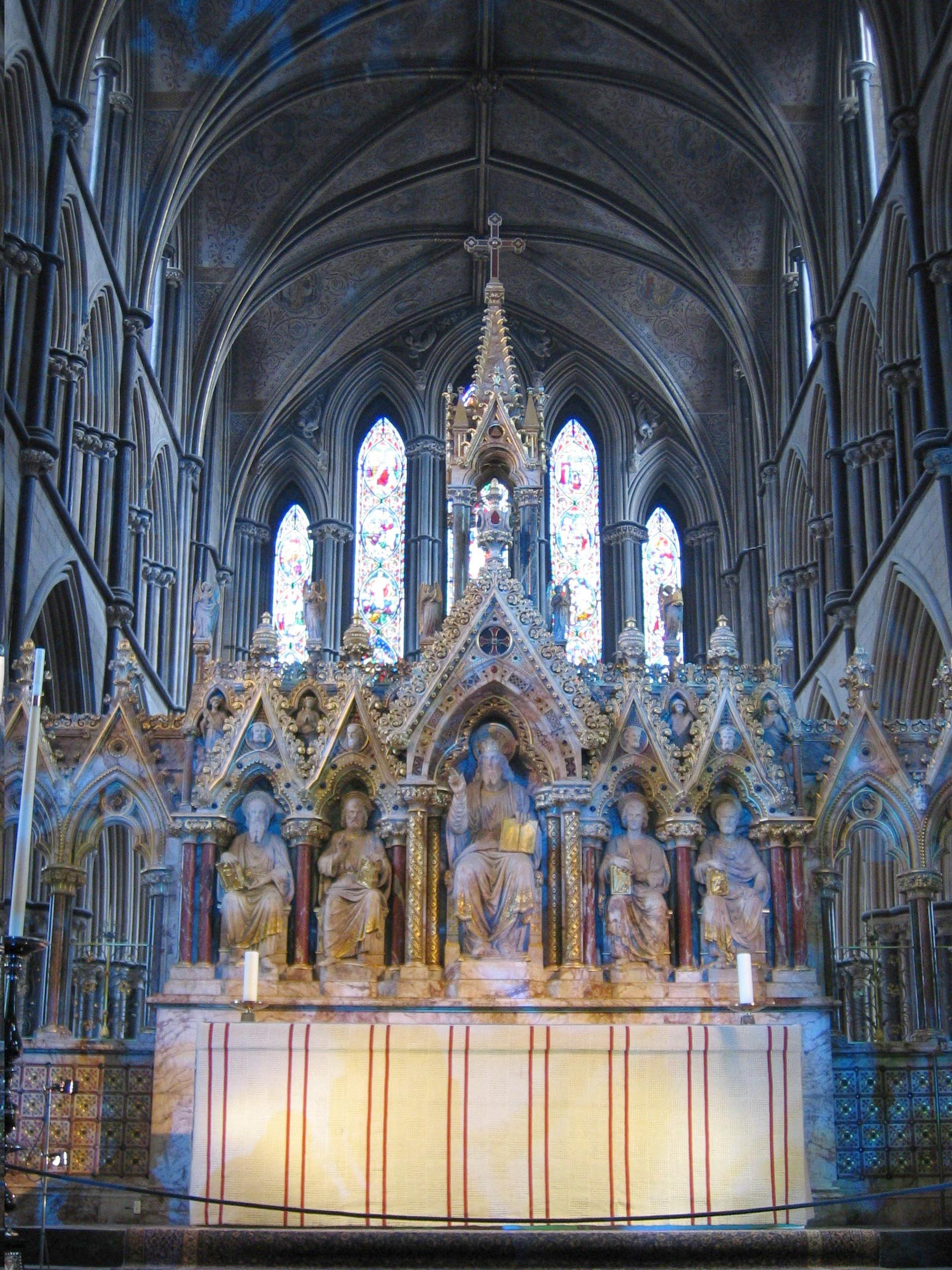
Altar da catedral

A Catedral de Worcester, oficialmente denominada Cathedral Church of Christ and the Blessed Virgin Mary (Catedral de Cristo e da Santa Virgem Maria), é uma catedral anglicana localizada em Worcester, na Inglaterra. Situa-se no alto de uma das margens do rio Severn e foi fundada em 680.